# Гарленд, Дариус
Да́риус Га́рленд (англ. Darius Garland; род. 26 января 2000 года в Гэри, штат Индиана, США) — американский профессиональный баскетболист, выступающий за команду «Кливленд Кавальерс» в Национальной баскетбольной ассоциации. На студенческом уровне выступал за команду университета Вандербильта «Вандербильт Комодорс». Был выбран на драфте НБА 2019 года в 1-м раунде под 5-м номером командой «Кливленд Кавальерс». Играет на позиции разыгрывающего защитника.

## Профессиональная карьера

### Кливленд Кавальерс (2019—настоящее время)

#### Первые сезоны (2019—2021)
Гарленд был выбран пятым выбором на драфте НБА 2019 года командой «Кливленд Кавальерс». 3 июля 2019 года «Кливленд Кавальерс» объявили о подписании контракта с Гарлендом. 23 октября 2019 года Гарленд дебютировал в НБА, начав с поражения 85—94 от «Орландо Мэджик» с восемью очками, двумя подборами, пятью передачами и перехватом. Во время этой игры Гарленд вошел в историю, став первым игроком, родившимся в 2000-х годах, который дебютировал в НБА. 22 ноября он набрал максимальные в сезоне 23 очка и четыре передачи в матче с «Даллас Маверикс». Во время своего дебютного сезона Гарленд часто попадал в число худших игроков НБА. Свой первый сезон он закончил со средним показателем 12,3 очка и 3,9 передачи за игру. Гарленд был исключен из обеих сборных новичков НБА по итогам сезона.
23 декабря 2020 года Гарленд дебютировал в сезоне, набрав 22 очка, шесть подборов и шесть передач в победе над «Шарлотт Хорнетс». 5 апреля 2021 года он набрал максимальные для себя 37 очков и семь передач в победе над «Сан-Антонио Сперс». Несмотря на то, что «Кавальерс» третий сезон подряд не попали в плей-офф, Гарленд набирал в среднем 17,4 очка за игру, а также 6,1 передачи и 1,2 перехвата.

#### Первый выбор на Матч всех звезд (2021—настоящее время)
12 января 2022 года Гарленд сделал свой первый в карьере трипл-дабл, набрав 11 очков, 10 подборов и сделав 15 передач в победе над «Юта Джаз». 15 января Гарленд набрал 27 очков и сделал 18 передач в победе над «Оклахома-Сити Тандер». 3 февраля он был выбран на свой первый Матч всех звезд НБА в качестве запасного. 8 марта Гарленд набрал 41 очко и 13 передач в победе над «Индиана Пэйсерс», что стало для него лучшим результатом в карьере. 12 апреля Гарленд набрал 34 очка в матче с «Бруклин Нетс». В следующей игре Гарленд и «Кавальерс» проиграли «Атланта Хокс», что означало, что, несмотря на удвоение количества побед в предыдущем сезоне с 22 до 44 и восьмое место в восточной конференции, они не попадут в плей-офф. Позднее Гарленд занял третье место, уступив Джа Моранту и Деджонте Мюррею, в голосовании за награду «Самый прогрессирующий игрок НБА».
9 июля 2022 года Гарленд подписал с «Кавальерс» пятилетний контракт на сумму 231 миллион долларов. 13 ноября он набрал рекордные в карьере 51 очко, причем 27 очков набрал в четвертой четверти, включая личный рекорд 10 из 15 трехочковых бросков, в матче против «Миннесота Тимбервулвз». Он стал четвертым игроком «Кавальерс», набравшим 50 очков, наряду с Леброном Джеймсом (девять раз), Кайри Ирвингом (дважды) и Уолтом Уэсли (один раз).Его десять трехочковых удвоили предыдущий рекорд в одной игре и на один балл превзошли рекорд Ирвинга. 18 ноября Гарленд привел «Кавальерс» к победе в двойном овертайме над «Шарлотт Хорнетс», набрав 41 очко.
15 декабря 2023 года стало известно, что Гарленд получил перелом челюсти после столкновения с игроком «Бостон Селтикс» Кристапсом Порзингисом и пропустит несколько недель. 
30 января 2025 года Гарленд был включен в список запасных на Игру всех звезд НБА 2025 года, что стало его вторым выбором. 5 февраля 2025 года Гарланд набрал 25 очков, отдал пять передач и забросил 31-футовый трехочковый бросок под занавес матча, обеспечив «Кливленд Кавальерс» победу над «Детройт Пистонс» со счетом 118-115.
8 июня 2025 года Гарленд перенес операцию на большом пальце ноги из-за травмы, полученной в матче первого раунда плей-офф против «Майами Хит». Ожидается, что на восстановление уйдет от 4 до 5 месяцев.

## Личная жизнь
Отец Дариуса Уинстон Гарленд играл в баскетбол в колледже штата Миссури, прежде чем провел семь сезонов в Национальной баскетбольной ассоциации. Позже он стал руководителем развлекательного центра в тюрьме штата Индиана и тренером Вестсайдской академии лидерства в Гэри. Оба деда Гарленда служили в армии США. У него есть старшая сестра Кейси и старшие братья Десмонд, Коди, Мигель и Хилтон.

## Статистика

### Статистика в НБА
| Сезон                                                                                    | Команда  | Регулярный сезон | Регулярный сезон | Регулярный сезон | Регулярный сезон | Регулярный сезон | Регулярный сезон | Регулярный сезон | Регулярный сезон | Регулярный сезон | Регулярный сезон | Регулярный сезон | Серия плей-офф | Серия плей-офф | Серия плей-офф | Серия плей-офф | Серия плей-офф | Серия плей-офф | Серия плей-офф | Серия плей-офф | Серия плей-офф | Серия плей-офф | Серия плей-офф |
| Сезон                                                                                    | Команда  | GP               | GS               | MPG              | FG%              | 3P%              | FT%              | RPG              | APG              | SPG              | BPG              | PPG              | GP             | GS             | MPG            | FG%            | 3P%            | FT%            | RPG            | APG            | SPG            | BPG            | PPG            |
| ---------------------------------------------------------------------------------------- | -------- | ---------------- | ---------------- | ---------------- | ---------------- | ---------------- | ---------------- | ---------------- | ---------------- | ---------------- | ---------------- | ---------------- | -------------- | -------------- | -------------- | -------------- | -------------- | -------------- | -------------- | -------------- | -------------- | -------------- | -------------- |
| 2019/20                                                                                  | Кливленд | 59               | 59               | 30,9             | 40,1             | 35,5             | 87,5             | 1,9              | 3,9              | 0,7              | 0,1              | 12,3             | Не участвовал  | Не участвовал  | Не участвовал  | Не участвовал  | Не участвовал  | Не участвовал  | Не участвовал  | Не участвовал  | Не участвовал  | Не участвовал  | Не участвовал  |
| 2020/21                                                                                  | Кливленд | 54               | 50               | 33,1             | 45,1             | 39,5             | 84,8             | 2,4              | 6,1              | 1,2              | 0,1              | 17,4             | Не участвовал  | Не участвовал  | Не участвовал  | Не участвовал  | Не участвовал  | Не участвовал  | Не участвовал  | Не участвовал  | Не участвовал  | Не участвовал  | Не участвовал  |
| 2021/22                                                                                  | Кливленд | 68               | 68               | 35,7             | 46,2             | 38,3             | 89,2             | 3,3              | 8,6              | 1,3              | 0,1              | 21,7             | Не участвовал  | Не участвовал  | Не участвовал  | Не участвовал  | Не участвовал  | Не участвовал  | Не участвовал  | Не участвовал  | Не участвовал  | Не участвовал  | Не участвовал  |
| 2022/23                                                                                  | Кливленд | 69               | 69               | 35,5             | 46,2             | 41,0             | 86,3             | 2,7              | 7,8              | 1,2              | 0,1              | 21,6             | 5              | 5              | 37,7           | 43,8           | 38,7           | 84,0           | 1,8            | 5,0            | 1,6            | 0,2            | 20,6           |
| 2023/24                                                                                  | Кливленд | 57               | 57               | 33,3             | 44,6             | 37,1             | 83,4             | 2,7              | 6,5              | 1,3              | 0,1              | 18,0             | 12             | 12             | 36,0           | 42,7           | 35,2           | 81,0           | 3,6            | 5,8            | 1,1            | 0,2            | 15,7           |
|                                                                                          | Всего    | 307              | 303              | 33,9             | 44,8             | 38,4             | 86,4             | 2,6              | 6,7              | 1,2              | 0,1              | 18,4             | 17             | 17             | 36,5           | 43,0           | 36,3           | 82,6           | 3,1            | 5,5            | 1,2            | 0,2            | 17,1           |
| Наведите курсор мыши на аббревиатуры в заголовке таблицы, чтобы прочесть их расшифровку. |          |                  |                  |                  |                  |                  |                  |                  |                  |                  |                  |                  |                |                |                |                |                |                |                |                |                |                |                |

### Статистика в NCAA
| Сезон | Команда     | Conf  | Class | GP | GS | MPG  | FG%  | 3P%  | FT%  | RPG | APG | SPG | BPG | PPG  |
| --- | ----------- | ----- | ----- | -- | -- | ---- | ---- | ---- | ---- | --- | --- | --- | --- | ---- |
| 2018/19 | Вандербильт | SEC   | FR    | 5  | 5  | 27,8 | 53,7 | 47,8 | 75,0 | 3,8 | 2,6 | 0,8 | 0,4 | 16,2 |
| Всего | Всего       | Всего | Всего | 5  | 5  | 27,8 | 53,7 | 47,8 | 75,0 | 3,8 | 2,6 | 0,8 | 0,4 | 16,2 |
| Наведите курсор мыши на аббревиатуры в заголовке таблицы, чтобы прочесть их расшифровку Статистика приведена с сайта sports-reference.com |             |       |       |    |    |      |      |      |      |     |     |     |     |      |